# Апаранский магал

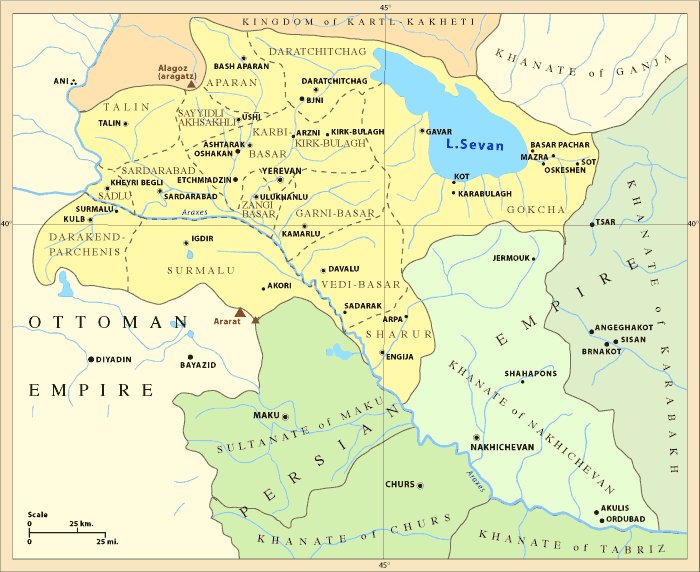
Магалы Эриванского ханства

Апаранский магал или магал Абаран — один из магалов Эриванского ханства.

## Этимология
Армянские источники указывают, что топоним Абаран (арм. ապարան) происходит от слова «апаранк», что переводится как «здание, дворец».

## История
Территория магала с конца IV века до н. э. входила в состав гавара Ниг Айраратского региона в центральной Армении. Район перенёс нашествие арабов, сельджуков XI—XIII веках и монголов в XIV—XV веках.
В средневековье территория магала упоминалась под названием Апаран. В турецком источнике от 1590 года оно совпадает с Абараном, армянский источник середины XVIII века указывает, что в Абаране жили армяне.
В XVI веке территория магала входила в состав Абаранского района беглербегства Чухур-Саад. С XVI века по 30-е годы XIX века был одним из магалов Эриванского ханства. В «Памятной книжке Эриванской губернии» 1728 года упоминается, что в Абаранском магале есть район под названием Абаран и село Абаран.

## Сёла
- Акина-Гёк
- Аликючюк
- Арпакенд
- Аствацнакел
- Бабакиши (Бужакан)
- Апаран
- Базарджыг/Ара
- Битли[4]
- Булхейр/Шенаван
- Галача
- Гарагала
- Гандаксаз
- Гарабулаг/Еринджатап
- Гарагилисе/Артаван
- Гаранлыг/Лусагюх
- Газанфар/Арагац
- Готур/Гойтур[5]
- Гурубогаз
- Гюлаблы/Дзораглух (Голаби)
- Гюллюдже/Варденис (Куллуджа)
- Гушчу
- Гюнбяз
- Дамджылы/Ехипатруш
- Дамагирвез/Нигаван
- Джарджайис[6]
- Джянги[7]
- Эликичик/Кучак
- Имирли/Ттуджур (Амирли)
- Келешкенд[8][9]
- Кирешли
- Курд Пемби/Сипан
- Кярби (большой)
- Кярби (малый)
- Мелкумкенди
- Меликкенди
- Мирак
- Могни
- Молла Гасым
- Мулки/Кайк
- Ованнаванк
- Сагмосаванк[10]
- Сама-Дервиш
- Сарыбудаг
- Сачили/Норашен
- Тякярли/Цахкашен
- Хаджи Багир
- Чамирли
- Чобан-Чоракмаз
- Ширагала/Варденут

Некоторые сёла перестают упоминаться в источниках после начала XIX века, например село Битли, большинство из них ныне не существуют; в ряде сёл, таких как Ара, Варденут,Дзораглух, Бабакиши, Келешкенд, Готур, Нигаван жило смешанное население, состоящее из местных армян и пришлых кочевников, и сейчас некоторые из не существуют. В некоторые сёла переселились армяне из Ирана, например Кайк и Ехипатруш, в сёла Ара и Арагац армяне из Турции.

## Река Апаран/Абаран
Река Абаран — река в Эчмиадзинском районе, ныне в составе Апаранского района. Начинается от горы Арагац и впадает в реку Раздан. Длина река составляет 98 км.